# مانا ناكاأو
مانا ناكاأو (باليابانية: 中尾 真那) (2 سبتمبر 1986 في يوجي في اليابان – )؛ هو لاعب كرة قدم كان يلعب كمدافع.

## وصلات خارجية
- مانا ناكاأو على موقع عالم كرة القدم.نت (الإنجليزية)